# Татарська Єманзельга
Тата́рська Єма́нзельга́ (рос. Татарская Еманзельга) — присілок у складі Красноуфімського міського округу (Натальїнськ) Свердловської області.
Населення — 379 осіб (2010, 571 у 2002).
Національний склад станом на 2002 рік: татари — 94 %.